# Hôrka
Hôrka znamená i malá hora, viz hora.
Hôrka je obec na Slovensku v okrese Poprad. Nachází se přibližně 9 km východně od Popradu, a 15 km západně od Spišské Nové Vsi.

## Části obce
Obec se dělí na osm částí: Kišovce, Primovce, Ondrej, Hôrka, Miklušovce, Huncľoh, Nová ulica a Kišovská baňa. Historické názvy místních osad byly Hurka, Svätý Ondrej, Kišovce, Primovce, Miklušovce a Komárovce.

## Historie
Všechny zmíněné lokality patřily v minulosti k Stolici X spišských kopiníků, kterým roce 1243 uherský král Béla IV. obnovil a potvrdil jejich privilegia. Kopinickým obcím se říkalo i "zemianske vesnice", protože jejich obyvatelstvo bylo privilegované podobně jako ostatní uherští zemané. Pojmenování "kopiníci" (Lancet od latinského Lancea = kopí) dostaly podle toho, že do královského vojska měli povinnost postavit za každou usedlost určitý počet ozbrojenců – kopiníků. Kopinické obce měly bezpochyby strážní, resp. vojenskou funkci. Původ kopiníků dosud není objasněn. Starší historici je pokládali za maďarské strážce uherských hranic směrem do Polska, novější výzkumy slovenských historiků naznačují spíše jejich slovanský původ, někteří (Javorský) je považují ještě za potomky původních strážců slovanských hradišť na Čingově a Dreveníku.
Faktem je, že tyto obce (v určitém období jich bylo až 29) si udržely vlastní samosprávu až do počátku 19. století. Až v roce 1803 splynula Stolice X spišských kopiníků tzv. "Malá župa" se Spišskou stolicí.
Do sloučení začátkem 20. století měly zmíněné obce (osady) samostatný vývoj. Ačkoliv se ve středověkých listinách objevují jejich názvy až v druhé polovině 13. století (Svätý Ondrej – 1280), ostatní až v 14. století (Miklušovce – 1311, Primovce – 1312, Kišovce – 1324, Hôrka – 1347), počátky jejich existence sahají před 13. století. Uvedené kopinické obce nepatřily k velkým vesnicím (největší z nich byly v roce 1787 Kišovce, kde v 38 domech žilo 192 lidí; v roce 1828 měly Kišovce 32 domů a 238 lidí).
Svatý Ondřej měl v roce 1787 24 domů a 186 lidí, v roce 1828 20 domů a 148 lidí.
Primovce měly v roce 1787 8 domů a 47 lidí, v roce 1828 10 domů a 79 lidí.
Hôrka měla v roce 1787 12 domů a 78 lidí, v roce 1828 9 domů a 61 lidí.
V průběhu staletí se názvy jednotlivých vesnic měnily:
- Hôrka – Bosafalua (1347; podle KOMES Bosza), Horka (1413), Huorka (1808)
- Svätý Ondrej – Sanctus Andreas (1317), Zenthandras (1317), Zekyzenthandras (1435), SWAT Ondrej (1808), Szentandrás (1863)
- Kišovce – Hisafalua (1324), Hysowec (1511), Kisócz, Kischendorf, Kyssowce (1808)
- Primovce – villa Primi (1312), Primafalua (1399), Primdorf, Primócz, Primowce (1808)
- Miklušovce – villa cani Nikolai (1311), Ewzmyklosfalva (1349), Miklósfalva, Nickelsdorf, Miklussowce, Mikulassowce (1808)

Sjednocení názvu v roce 1900 pro všechny části obce respektovalo jejich příslušnost k spišským kopiníkům, protože sjednocená obec dostala pojmenování: "Landzsásfalu" (kopinicka obec) a v roce 1907 "Landzsásötfalu" (pět kopinických obcí). Po vzniku I. ČSR se ujal slovenský název Hôrka.
Obyvatelé těchto kopinických obcí se vedle původní vojenské funkce věnovali většinou zemědělství a povoznictví. Od 18. století, kdy se v katastru Kišovců objevila ložiska manganové a železné rudy. Lze konstatovat, že právě těžba a zpracování těchto rud podpořily rozvoj obce. Těžbu ve větším rozsahu začal hrabě Szakmary v roce 1695, v oblasti známé jako Baniská. Nejstarší důlní oprávnění v okolí Kišovců jsou zmiňované již v roce 1857 a byly uděleny Vítkovickým železárnám. Kromě uvedeného podniku a po dodnes ne zcela ujasněných okolnostech měl báňský majetek v držení arcikníže Albrecht, kníže Coburg, železářské učňovské společnosti, bratři Szent-Istványiové a Pajerové.
V Kišovcích byla již v roce 1556 zřízena poštovní stanice. Tato pošta byla poštou i pro Poprad, kde vznikla až v roce 1809. Ve Svatém Ondreji měl v letech 1850-1854 sídlo a fungoval okresní soud.
V 13. století zde byl postaven kostel, který byl v 18. století přestavěn.
V roce 1939 se zvýšila těžba manganové rudy, což mělo za následek příliv přistěhovalců za prací nejen z různých částí Slovenska, ale i z Maďarska, Polska i Rumunska. Těžba byla ukončena 1. dubna 1971.

## Použité prameny a literatura
- Štátny oblastný archív Levoča,  SÚ Sps, adm. 1341/1900.
- Dr.František Živčák, Levoča, 1996
- Fekete Nagy, A: A Szepsség területe és társadalmi kialakulássa. Budapest 1934
- Hradsky, J.: Additamenta ad init proressus ac praenses status Capituli ad Sanctum Martinum E.C. de monte Scepusio.
- Spišské Podhradie 1903-1904
- Hradszky, J.: A Ksvrmegye tórtétete. Levoča 1895.
- Hudák, J.: patrocínia na Slovensku. Bratislava 1984
- Majtán, M.: Názvy obcí na Slovensku za ostatných dvesto rokov. Bratislava 1972
- Súpis pamiatok na Slovensku 1. Bratislava 1967
- Vlastivedný slovník obcí na Slovensku 1. Bratislava 1977